# Área de Responsabilidade das Filipinas

Área de Responsabilidade das Filipinas (PAR)

A Área de Responsabilidade das Filipinas (do inglês PAR ) é uma área no Noroeste do Pacífico onde a PAGASA, a agência meteorológica nacional das Filipinas, monitora as ocorrências meteorológicas. Distúrbios climáticos significativos, especificamente ciclones tropicais que entram ou se desenvolvem no PAR, recebem nomes específicos das Filipinas.

## Limites da área
A área é delimitada por seis pontos, a saber:
- 25° N, 120° L
- 25° N, 135° L
- 5° N, 135° L
- 5° N, 115° L
- 15° N, 115° L
- 21° N, 120° L

Esta área abrange quase todo o território das Filipinas, exceto as porções mais ao sul da província de Tawi-Tawi e algumas das ilhas reivindicadas pelo país nas Spratlys. A área também inclui a ilha principal de Palau, a maior parte de Taiwan, bem como partes do estado malaio de Sabah e a prefeitura japonesa de Okinawa.

## Função

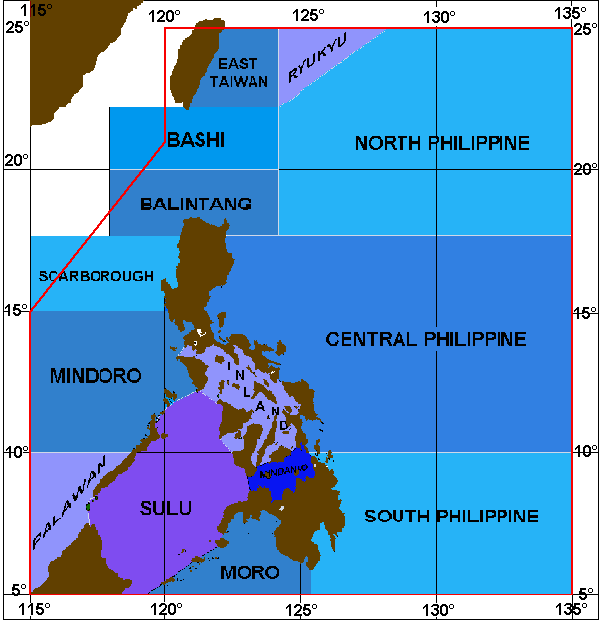
Zonas de trânsito marítimo dentro do PAR

O decreto de criação do PAGASA obriga o órgão meteorológico a monitorar as ocorrências meteorológicas que ocorrem dentro do PAR.
Os ciclones tropicais só recebem nomes locais pela PAGASA quando entram ou se desenvolvem dentro do PAR. Esses nomes são fornecidos em paralelo com nomes reconhecidos internacionalmente designados pela Agência Meteorológica do Japão (em seu papel como Centro Meteorológico Especializado Regional para a bacia do Noroeste do Oceano Pacífico). A justificativa para fornecer nomes locais é que se sente que os filipinos responderão mais a nomes familiares e isso ajuda a enfatizar que esses distúrbios climáticos nomeados representam uma ameaça direta ao país. Além disso, o PAGASA fornece nomes mais cedo quando uma área de baixa pressão se torna uma depressão tropical, em contraste com os nomes internacionais que são emitidos apenas quando um ciclone tropical atinge a intensidade de uma tempestade tropical (65 km/h e superior), devido ao fato de que as depressões tropicais podem ainda causar inundações e outros danos.
Quando um distúrbio climático nomeado dentro do PAR atingiu ou deve atingir a costa nas Filipinas, a PAGASA é obrigada a emitir Boletins de Ciclones Tropicais a cada três ou seis horas. Se a perturbação do tempo não estiver afetando a terra, a agência meteorológica deve emitir Boletins de Ciclones Tropicais a cada 12 horas.

### Domínios de previsão de outras áreas
Além do PAR, os meteorologistas da PAGASA têm duas outras áreas de responsabilidade para o monitoramento de ciclones tropicais: o Domínio Consultivo de Ciclones Tropicais (TCAD) e o Domínio de Informações sobre Ciclones Tropicais (TCID). Juntamente com o PAR, essas três áreas da Bacia do Noroeste do Pacífico são chamadas coletivamente de domínios. Uma vez que a maioria dos ciclones tropicais vem da vasta extensão do oceano a leste do país, os limites leste do PAR, TCAD e TCID estão mais distantes do arquipélago do que os limites ocidentais.
O TCAD, considerado o "domínio do meio", está localizado entre o PAR e o TCID. Os ciclones tropicais do TCAD estão muito longe para ter qualquer efeito direto no país, mas estão perto o suficiente para serem monitorados pelo PAGASA e solicitam que a agência emita um Alerta de Ciclone Tropical (uma forma menos grave de boletim de ciclone tropical do que o Boletim de Ciclone Tropical). O TCAD inclui a área delimitada pelas linhas imaginárias que ligam as coordenadas:4° N, 114° L ,27° N, 114° L ,27° N, 145° L ,4° N, 145° L. Observe que, embora o TCAD envolva completamente o PAR, ele não inclui a área dentro do PAR.
Por outro lado, o TCID é o maior e mais externo domínio da PAGASA. Os ciclones tropicais TCID são de menor preocupação para a PAGASA, mas ainda são necessários o suficiente para monitoramento e conscientização pública. O TCID é a área delimitada pelas linhas imaginárias que ligam as coordenadas:0° N, 110° L ,27° N, 110° L ,27° N, 155° L ,0° N, 155° L. Da mesma forma, o TCID exclui a área delimitada pelo PAR e pelo TCAD.